# Circuito Ascari

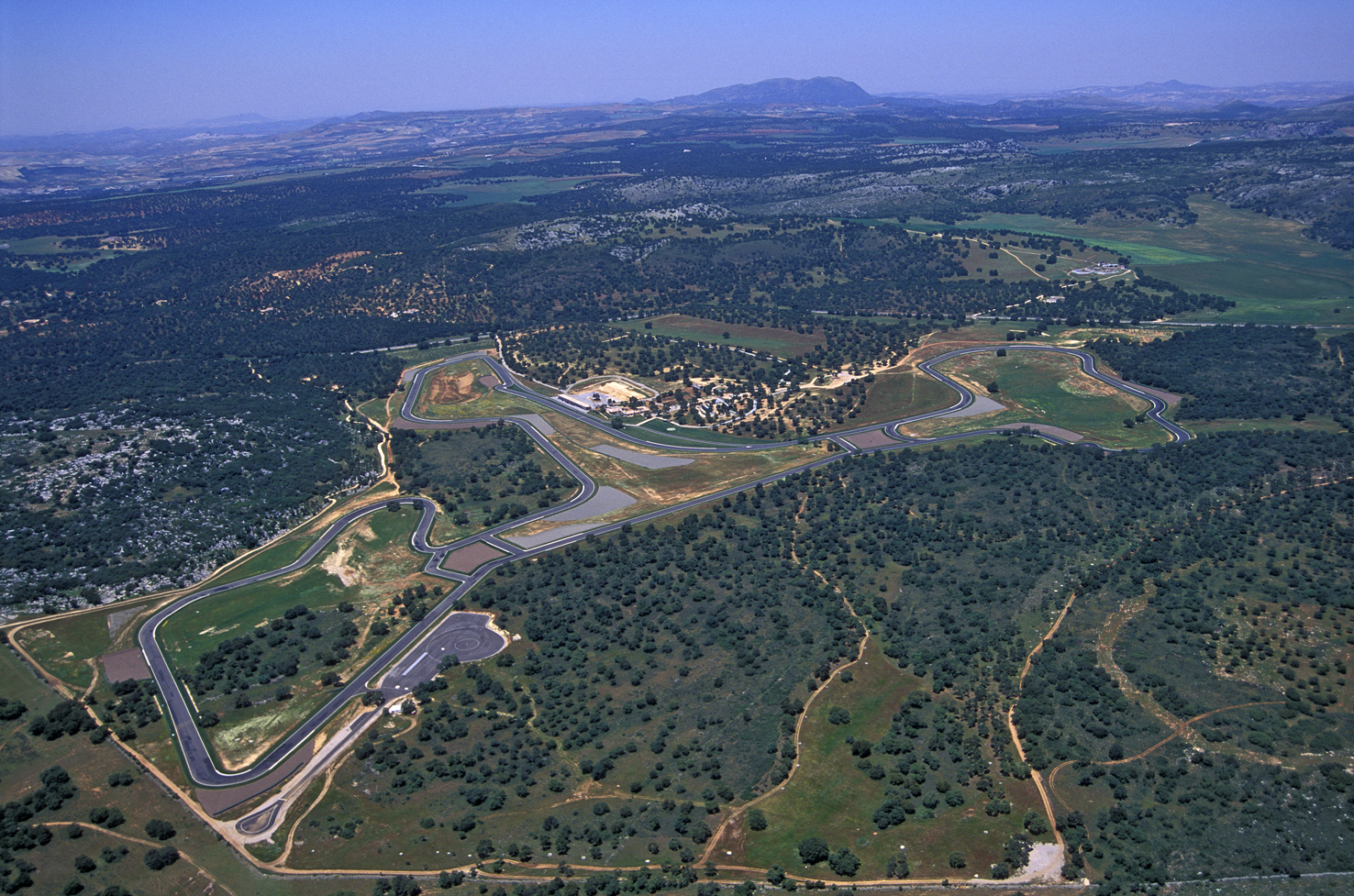
Vista aerea del circuito Ascari

Il circuito Ascari è un circuito privato situato presso la città di Ronda nella comunitá autonoma spagnola di Andalusia. 
Il circuito, inaugurato nel 2003, prende il nome dal pilota automobilistico italiano Alberto Ascari. È stato realizzato dall'imprenditore olandese Klaas Zwart, fondatore della casa automobilistico Ascari Cars.
Il complesso è situato all'interno di una vallata. La pista è lunga 5425 metri e presenta 13 curve a destra e 13 curve a sinistra. È largo circa 12 metri lungo tutta la sua lunghezza.